# Дідоренко Едуард Олексійович
Едуа́рд Олексі́йович Дідоре́нко (нар. 10 липня 1938 — пом. 1 вересня 2007) — український правознавець, засновник і перший ректор Луганського державного університету внутрішніх справ, генерал-полковник міліції, професор, член-кореспондент Академії правових наук України, академік Академії проблем безпеки, оборони та правопорядку РФ, заслужений юрист України, нагороджений 16-ма орденами і медалями СРСР, Афганістану, Україна, 32-ма нагородами МВС України та Росії, почесний громадянин Луганська

## Біографія
Народився і виріс у сім'ї педагогів.
Батько — Дідоренко Олексій Андрійович (нар.1903 — пом.1963), Заслужений вчитель Української РСР, учасник Другої Світової, нагороджений орденом Червоної Зірки, медалями «За бойові заслуги», «За оборону Сталінграда», «За взяття Варшави», «За взяття Будапешта», «За перемогу над Німеччиною», «За перемогу над Японією». Перший начальник обласного управління освіти, 20 років — директор Луганського обласного інституту удосконалення вчителів.
Мати — Дідоренко (Кушнарьова) Олена Георгіївна (нар.1918 — пом.2004), вчитель географії, директор Кам'янобрідський школи.

### Освіта
- 1946—1953 — СШ № 20 Ворошиловграда
- 1953—1955 — Ворошиловградська школа ВПС Міністерства оборони СРСР.

#### Вища освіта
- 1966 — закінчив Ростовський державний університет
- 1977 — Академія МВС СРСР
- 1979 — Ад'юнктура Всесоюзного НДІ МВС СРСР.

## Трудова діяльність
- 1956 — Слюсар Ворошиловградського тепловозобудівного заводу.
- 1957 — Направлений до органів внутрішніх справ трудовим колективом Ворошиловградського тепловозобудівного заводу
- 1957 — Оперуповноважений УГРО
- 1974 — Заступник Начальника УГРО Ворошиловградського обласного управління МВС
- 18 років на оперативній роботі
- 1975 — 1984 — Заступник Начальника, а потім — начальник Управління МВС в Івано-Франківської області.
- 1984 — 1989 — Заступник, Перший Заступник міністра МВС УзРСР
- 1989 — 1994 — Начальник Управління УМВС в Луганській області.

### Луганське училище міліції
- 1993 — Очолив створене за його ініціативою спец. навчальний заклад — Луганське училище міліції в селищі Ювілейний
- 1994 — Луганський Інститут МВС
- 2002 — Луганська академія МВС імені 10-річчя незалежності України
- 2005 — Луганський державний університет внутрішніх справ, перебував на посаді його керівника до останнього дня свого життя Е. О. Дідоренка один з перших творців концепції боротьби з організованою злочинністю, активний учасник розробки Законів України:
- «Про міліцію»,
- «Про організаційно-правові основи боротьби з організованою злочинністю».
- Автор 10 монографій, 15 підручників і навчальних посібників, численних розробок з проблем кримінології, кримінального процесу, оперативно-розшукової діяльності,
- Більше 100 пропозицій та експертних висновків до проектів законодавчих актів України.
- «Про оперативно-розшукову діяльність»,

## Державна діяльність
Е. О. Дідоренка неодноразово обирався на високі громадські посади:
- Депутат Луганської Обласної Ради трьох скликань,
- Член Президії Облради,
- Голова Постійної Комісії з питань Освіти, Культури,
- Депутат Верховної Ради України Першого скликання, Молоді та Спорту та Комісії з питань депутатської діяльності, законності та інформації;
- Голова Ради Ректорів ВНЗ Луганської області,
- Член Державної акредитаційної комісії МОН України,
- Член Науково-Консультаційної Ради при Верховному Суді України,
- Голова Обласної організації Спілки юристів України.

## Нагороди
1. 1998, 2003 рр.. — Орден «За заслуги» ІІІ[2] та ІІ ступеня[3]
2. 1975 р. — знак «Заслужений працівник МВС»
3. 1997 р. — пам'ятний знак «Почесний громадянин Луганська»
4. 2007 р. — пам'ятний знак «Почесний громадянин Луганщини»
5. 2004 р. — орден Князя Ярослава Мудрого V ступеня
6. 1988 р. — медаль «Воїну-інтернаціоналісту від вдячного афганського народу»
7. 1996 р. — почесний знак МВС України
8. 1992 р. — почесне звання «Заслужений юрист України»
9. 1998 р. — орден Святого Костянтина Великого
10. 1972 р. — орденська медаль «За службу Батьківщині» Золотий ступеня (Будапешт)
11. 2002 р. — грамота Верховної Ради України «За заслуги перед українським народом»
12. 2001 , 2004 рр.. — Орден УПЦ «Преподобного Нестора Літописця» ІІ та І ступеня
13. 1970 р. — медаль «За доблесну працю»
14. 1999 і 2003 рр.. — Орден УПЦ «Святого рівноапостольного великого князя Володимира» ІІІ та ІІ ступеня
15. 2001 р. — орден УПЦ «Покрова Пресвятої Богородиці»: А також 32-ві медалі, нагрудних знака та відзнаки МВС України та Росії.

## Публікації
- Дидоренко Эдуард Алексеевич: фотопортрет // Луганск 210. — Луганск: Динус, Виртуальная реальность, 2005. — С. 142
- Дідоренко Едуард Олексійович — ректор Луганської академії внутрішніх справ МВС України імені 10-річчя незалежності України// Ректор третього тисячоліття. — К., 2002. — С. 43
- Берег наш Луганский . — Киев, 1998 . — 256 с.
- Дейнегина, Т. Служба закону, служим народу! / Т. Дейнегина //Наша газета. — 2010 . — 31 серп. (№ 94) . — С. 7
- «Он жил как генерал и умер как генерал…» //Жизнь Луганска . — 2008 . — 7-13 июл. — (№ 28) . — С. 15
- Жизнь надо прожить так… //Наша газета. — 2008 . — 10 лип. (№ 84) . — С. 5
- Путкарадзе, Л. Здесь все дышит его именем / Л. Путкарадзе //Наша газета . — 2008 . — 12 лип. — (№ 85) . — С. 2
- Дидоренко Эдуард Алексеевич //Наша газета . — 2007 . — 4 вер. — (№ 122) . — С. 3
- Памяти Дидоренко Эдуарда Алексеевича //Жизнь Луганска. — 2007 . — 5 сент. — (№ 36) . — С. 2
- 49 лет 10 месяцев и 15 дней — на боевом посту //Жизнь Луганска. — 2007 . — 10 окт. — (№ 42) . — С. 8
- Дидоренко Э. На пути к истине . — Луганск: РИО ЛИВД, 2000 . — 179 с.
- Дидоренко, Э. Фейерверк правового невежества на пике морального бесстыдства //ВІСНИК ВЕРХОВНОГО СУДУ УКРАЇНИ . — 2004 . — № 11 . — С. 42-44
- Дидоренко, Э. А. «Человек сделал сам себя» //ЭКСПРЕСС-КЛУБ . — 2006 . — № 11 . — С. 4
- Дидоренко, Э. Совместный путь длиною в восемь лет //2006 . — № 32 . — С. 2
- Дидоренко, Э. А. Путь длиной в восемь лет мы прошли с вами вместе //ВЕСТНИК НОВОАЙДАРЩИНЫ . — 2006 . — № 28 . — С. 1-2